# 紋環蝶屬
紋環蝶屬（學名：Aemona）是閃蝶亞科環蝶族中的一個屬。分佈於亞洲。黃色的前翅大而尖。

## 物種
- 紋環蝶 （Aemona amathusia） (Hewitson, 1867)
- 尖翅紋環蝶 （Aemona lena） Atkinson, 1872